# Pepsis achterbergi
Pepsis achterbergi (лат.) — вид дорожных ос рода Pepsis (подсемейство Pepsinae). Название дано в честь голландского энтомолога профессора Cornelis van Achterberg (Нидерланды).

## Распространение
Ареал вида охватывает часть севера Южной Америки: Гайана, Суринам, северная Бразилия.

## Описание
Основная окраска тела чёрная, крылья оранжевые. Размеры крупные: длина самца — от 13 до 20 мм, длина самок — от 15 до 25 мм.
Усики самок состоят из 12 сегментов (скапус, педицель и 10 флагелломеров). У самцов — 13-члениковые, более толстые и более прямые антенны и семь видимых брюшных сегментов; у самок — более узкие, скрученные усики и шесть видимых брюшных сегментов .
Предположительно, как и другие виды рода охотится на крупных пауков-птицеедов семейства Theraphosidae.

## Таксономия
Вид был впервые описан в 2005 году в ходе родовой ревизии, проведённой британским гименоптерологом C. R. Vardy (Harefield, Мидлсекс, Великобритания). Включён в состав видовой группы P. montezuma, сходен с видом P. smaragdina.